# Rangamati Sadar Upazila
Rangamati Sadar Upazila är ett underdistrikt i Bangladesh.   Det ligger i provinsen Chittagong, i den sydöstra delen av landet, 220 km sydost om huvudstaden Dhaka. Rangamati Sadar Upazila ligger vid sjöarna  Karnaphuli Dam Reservoir och Karnaphuli Dam Reservoir.
Runt Rangamati Sadar Upazila är det tätbefolkat, med 286 invånare per kvadratkilometer.